# Erlenbach (Erlengraben)
Der Erlenbach ist ein fast einen Kilometer langer Bach im Östlichen Hintertaunus, der südwestlich vom Ortsteil Pfaffenwiesbach der Gemeinde Wehrheim im hessischen Hochtaunuskreis von links und Nordwesten in den Erlengraben mündet und nur zeit- und abschnittsweise Wasser führt. Trotz des Namens wachsen an seinen Ufern meist andere Gehölze.

## Geographie

### Verlauf

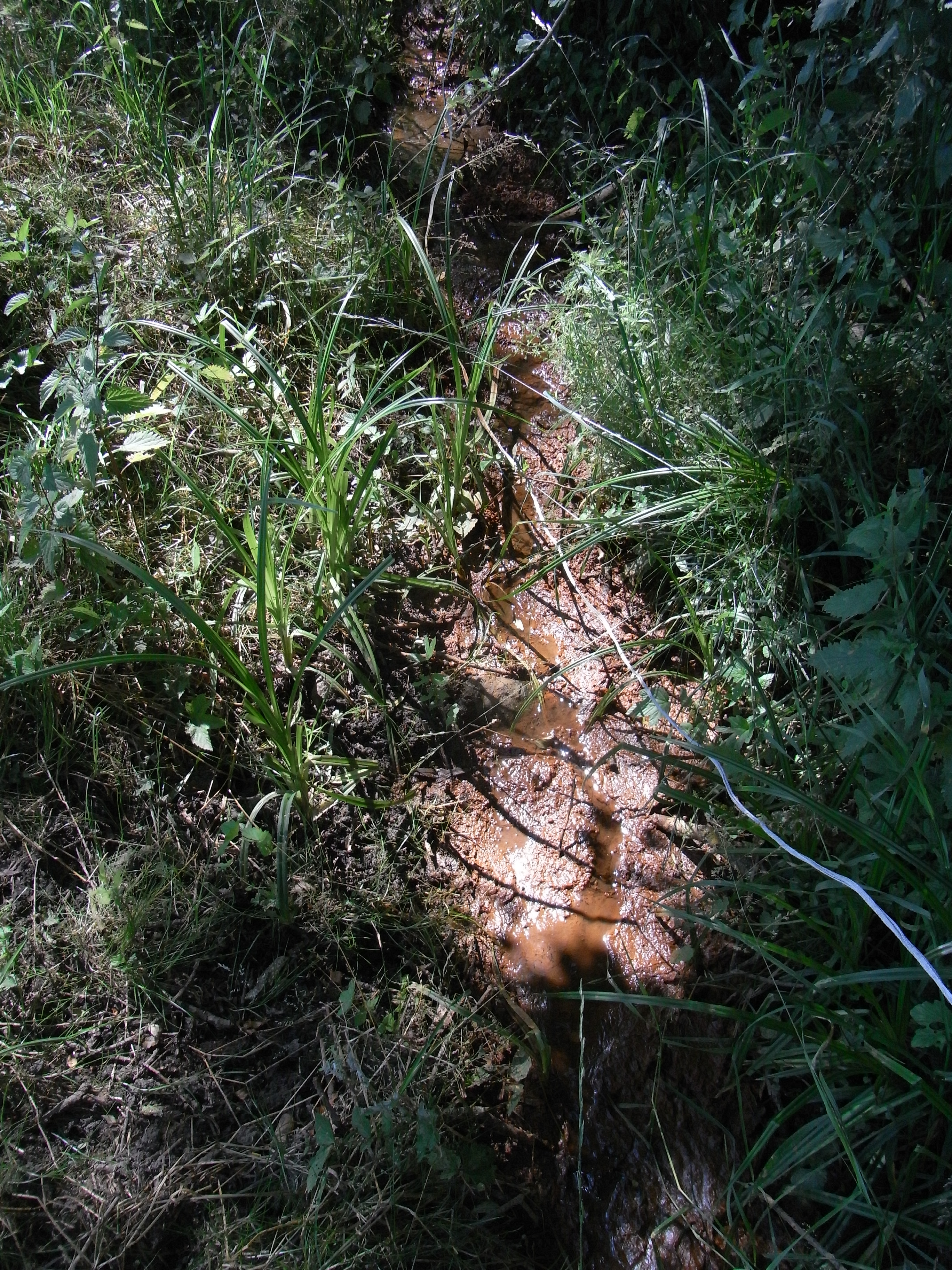
„Mineralquellen“ speisen Erlenbach

Der Erlenbach entspringt in einem durchgehend schmalen, das Gewässer zwischen zwei Wiesen aufnehmenden Grundstück, erstmals am Waldrand in einem Knick auf einer Höhe von ungefähr 326 m ü. NHN. Zu diesem Knick des Bachlaufs führt von oben, vom Weg am Waldrand, ein Graben. Über einen schräg unter dem Weg geführten Durchlass hat er Zugang zu Abflüssen und vereinzelten Sickerquellen aus dem darüber liegenden Mischwaldgebiet. Während dieses und die Gräben sich auf dem Gebiet der Gemarkung von Pfaffenwiesbach befinden, berührt die Gemarkungsgrenze zu Wehrheim an den Quellen im Knick das Gewässergrundstück und führt an ihm etwa  700 m entlang bis zur Südseite der Kreisstraße K 728 oder Wehrheimer Straße. Der Erlenbach beginnt seinen nach Norden ausgebauchten bogenförmigen Lauf, der zunächst nach Ost-Nordosten und zuletzt nach Ost-Südosten weist. Im dichten Bewuchs beider Ufer sind auf Pfählen aus Spaltholz Drähte und Bänder von Zäunen untergebracht, ein Hinweis darauf, dass die Wiesen wie früher heute noch zeitweise beweidet werden. Weidetiere zeigen sich nahe dem Aussiedlerhof Am weißen Stein.
Wenige dam unter seiner ersten Quelle ist das Wasser bereits versiegt. In der Flur Erlengrund bei Fluss-km 0,6 treten Mineralwasserquellen im Bachlauf aus. Auch sie benetzen den Erlenbach nur ein Stück weit, ebenso jene am rechten Ufer in der Wiese bei km 0,4. Erst bei km 0,2 sprudeln Sickerquellen so stark, dass sie den Bach bis zu seiner Mündung benetzen können.
Waren oberhalb die namengebenden Erlen noch zahlreich im Gehölzsaum vertreten, begleitet von Birken, Weißdorn und anderen Arten, nehmen nun verschiedene Arten von Weiden überhand. Das ist auch gut so, denn damit haben große Schillerfalter einen Lebensraum zur Eiablage und für ihre daraus geschlüpften Raupen. Andere beobachtete Schmetterlinge sind das Große Ochsenauge oder das Schachbrett.

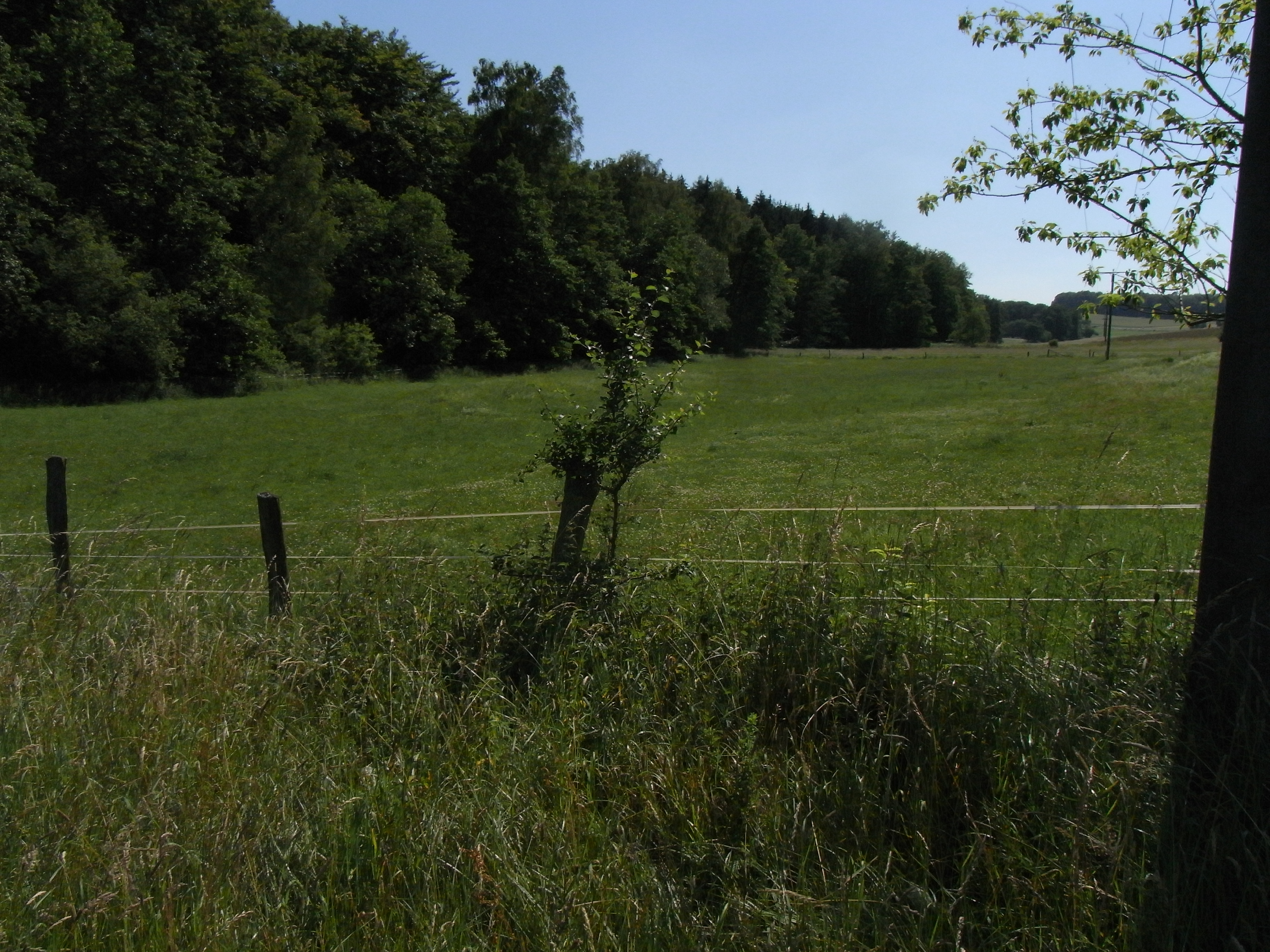
Alter Erlenbachlauf erkennbar

Etwa bei km 0,25 beschreibt der Erlenbach heute einen letzten Knick nach rechts, in südöstliche Richtung. Ab dort fließt er in einem geraden Kanal auf kurzem Weg dem Erlengraben zu. In einer alten Karte, aufgenommen 1935, zeigt sich der Erlenbach noch länger und auch um zwei weitere Knicks reicher: Einem nach links und Ost-Nordosten, um etwa ½ km parallel zum Erlengraben zu fließen, und einem letzten nach rechts, um in den Erlengraben zu münden. Heute ist dieser Schlenker in die damals noch breitere Wiesenaue, die stärker als heute ackerbaulich genutzt wurde, abgekürzt.
Bis zur Unterquerung der K 728 ist der Erlenbach baumbestanden, an der Nordseite der K 728 steht ein Riegel von einigen hoch gewachsenen Weiden, darunter, bis zur Mündung, fließt er baumlos. In einer befestigten Linkskurve vereinigt er sich mit dem Erlengraben, der sich rechts an den Hangfuß des mit Mischwald bewachsenen Heßberges hält, welcher sich als langer Sporn des Süßebergs (389,3 m ü. NHN) nordwärts erstreckt.

Weitere Ansichten vom Erlenbach
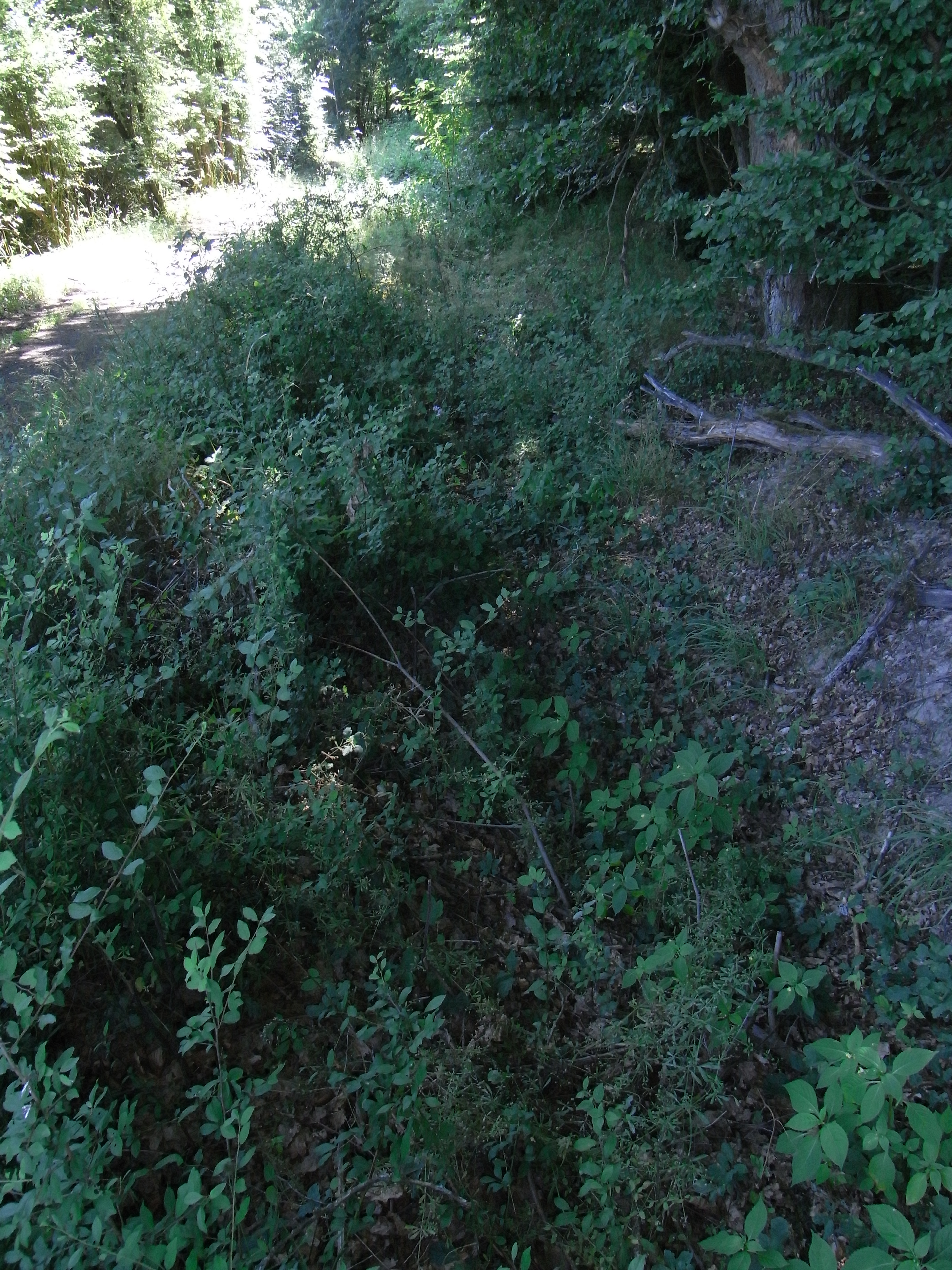
Graben zum Bach
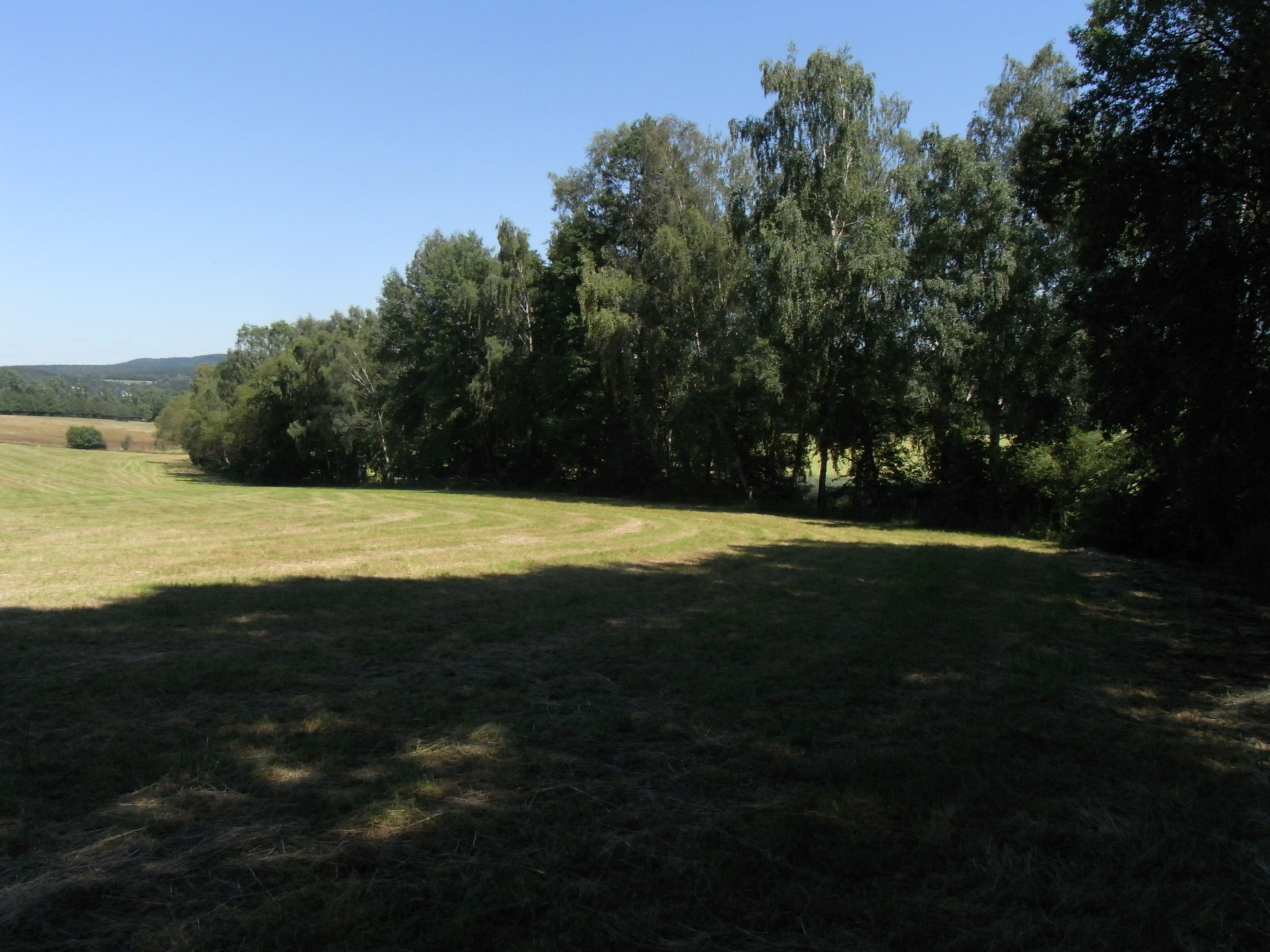
Am Anfang, unter Knick
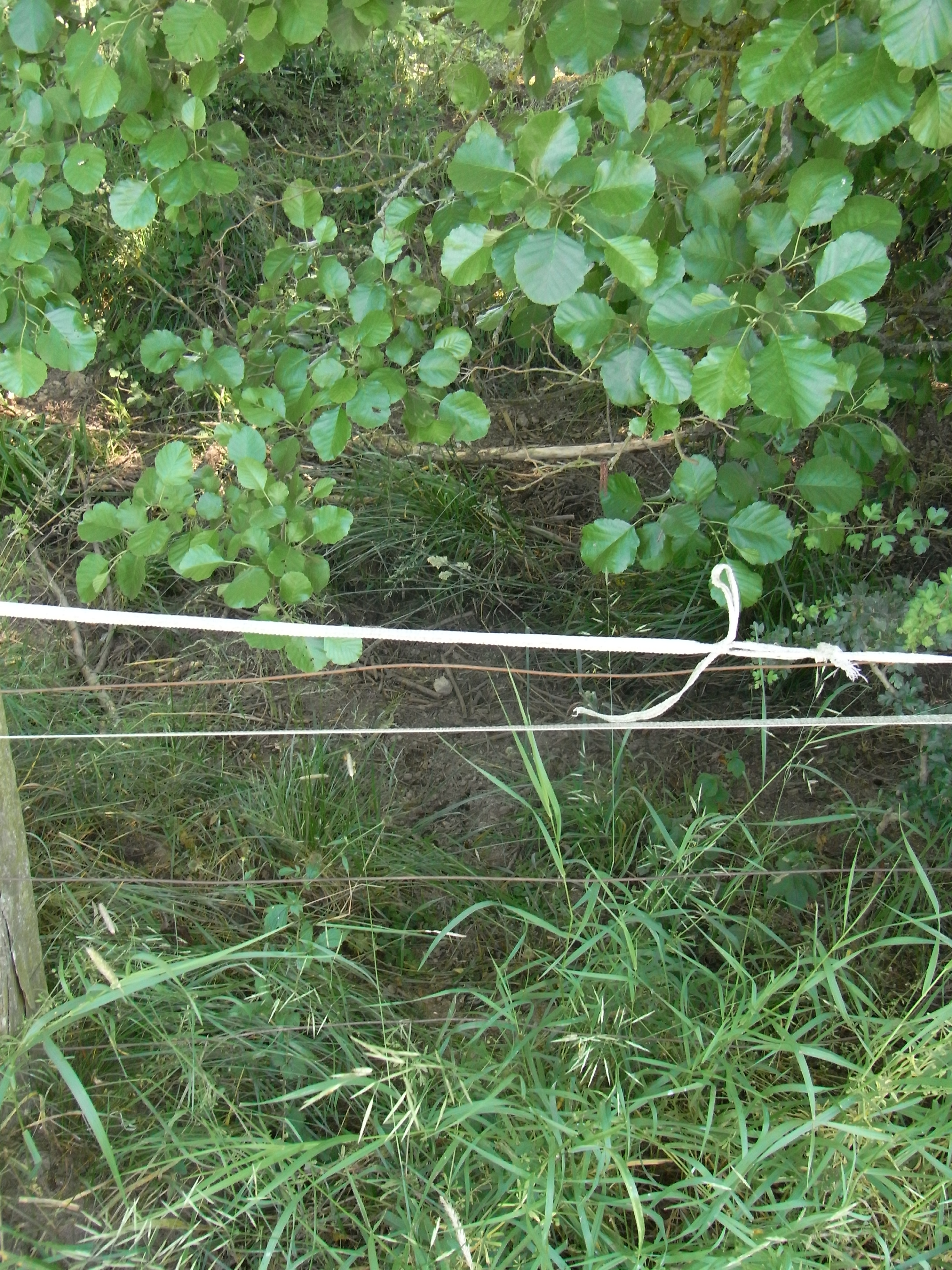
Trocken eingezäunt
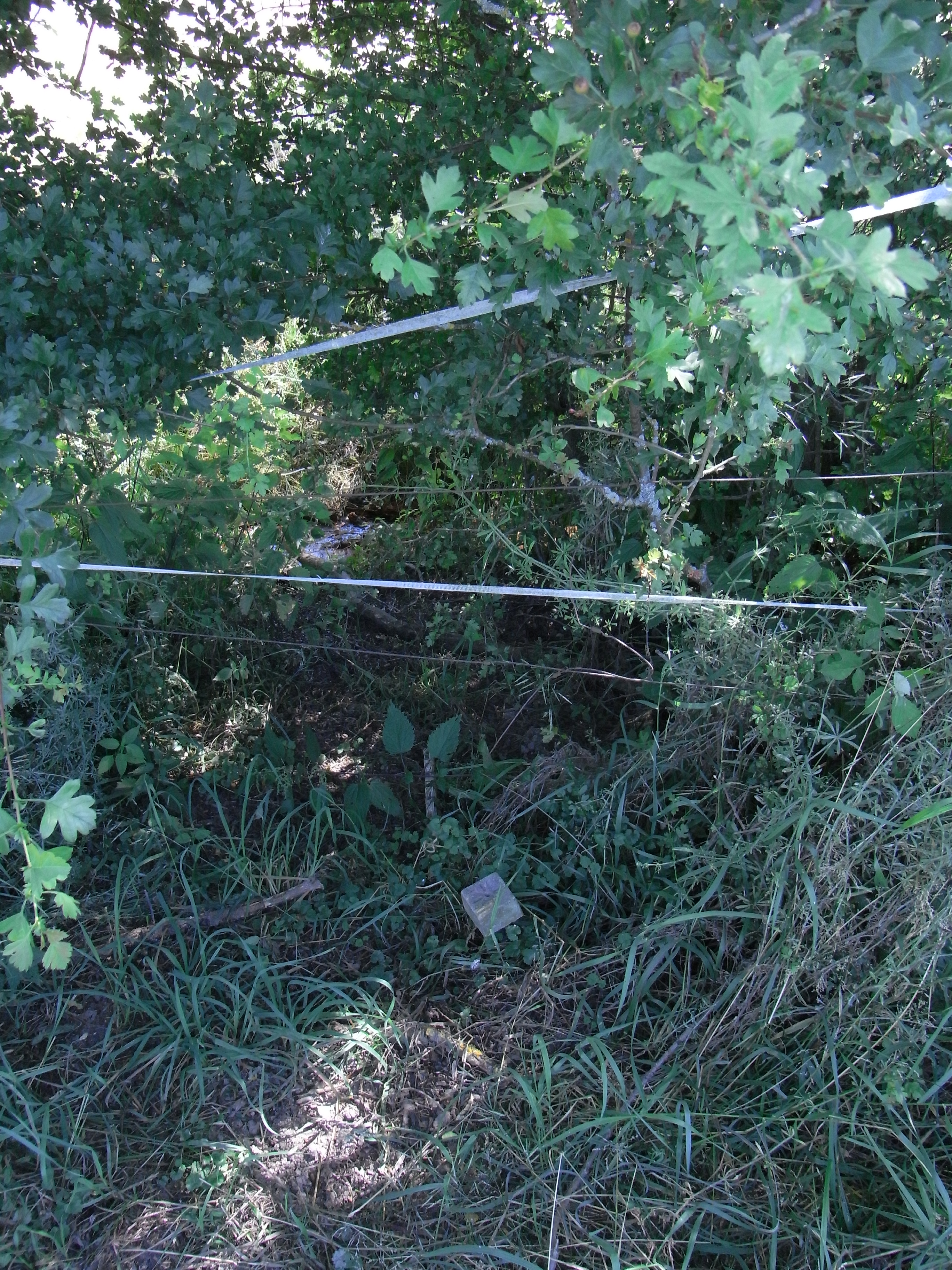
Zwischendurch nass
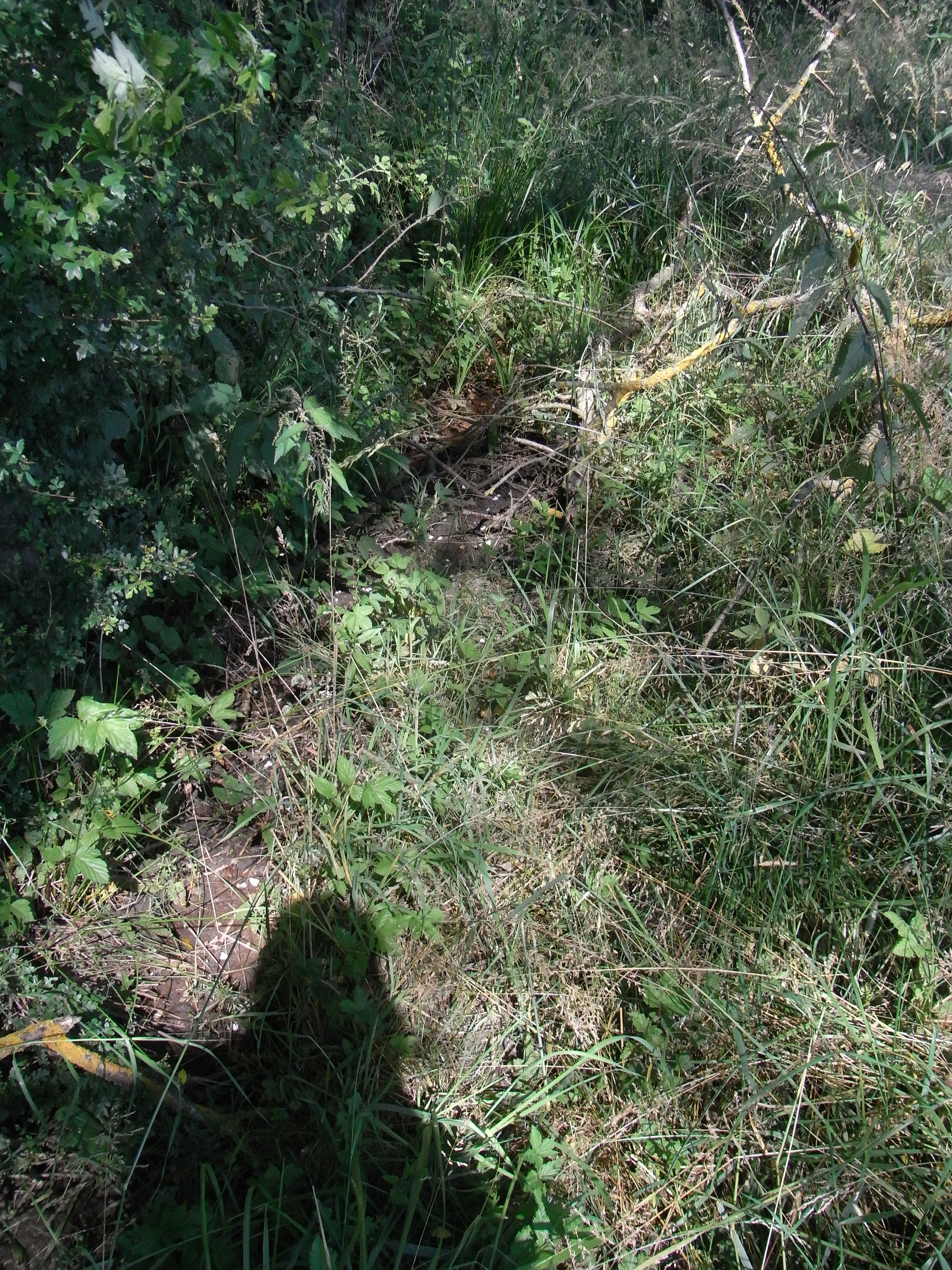
Schon wieder trocken
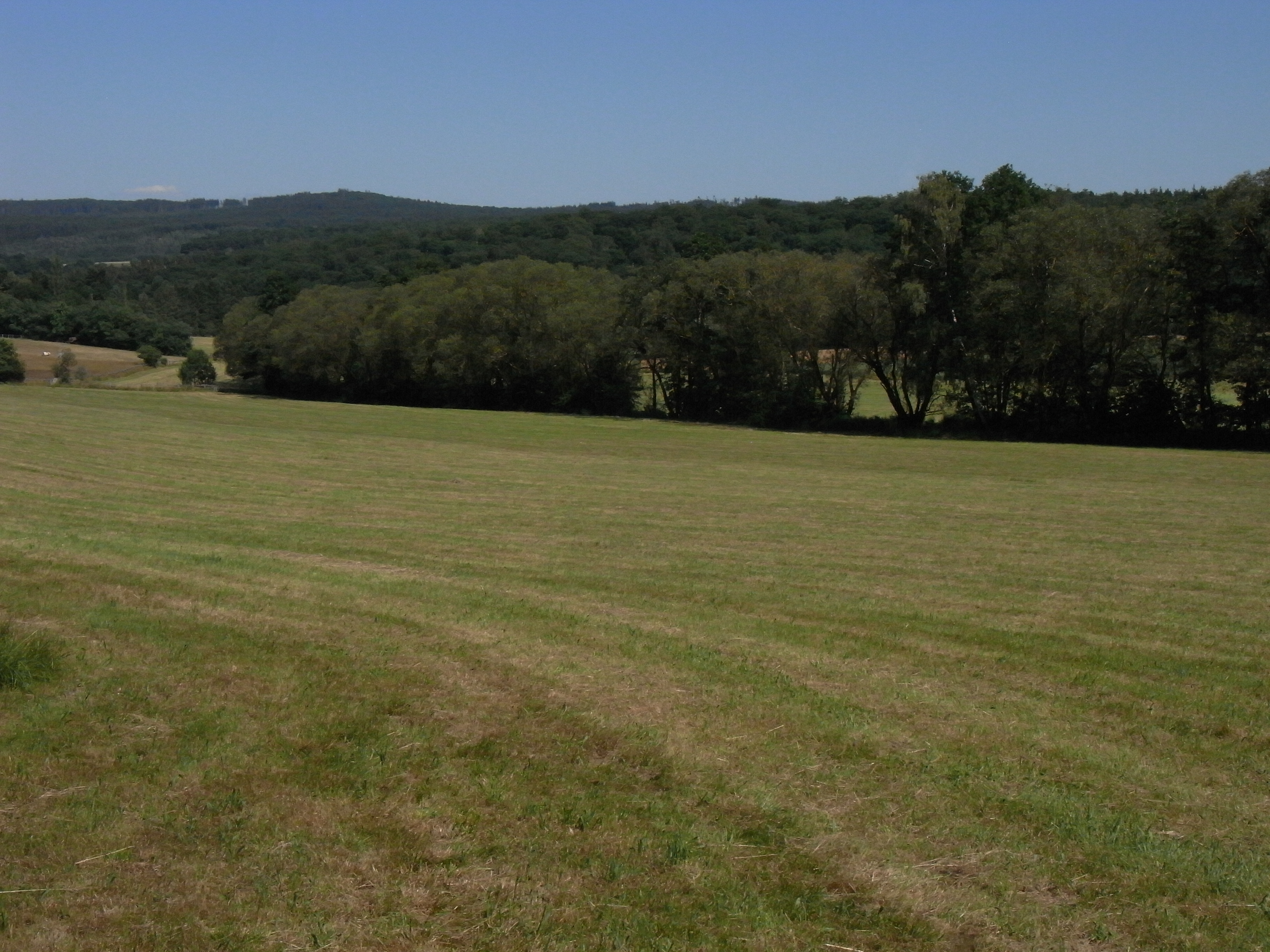
Letzter Knick (verdeckt)
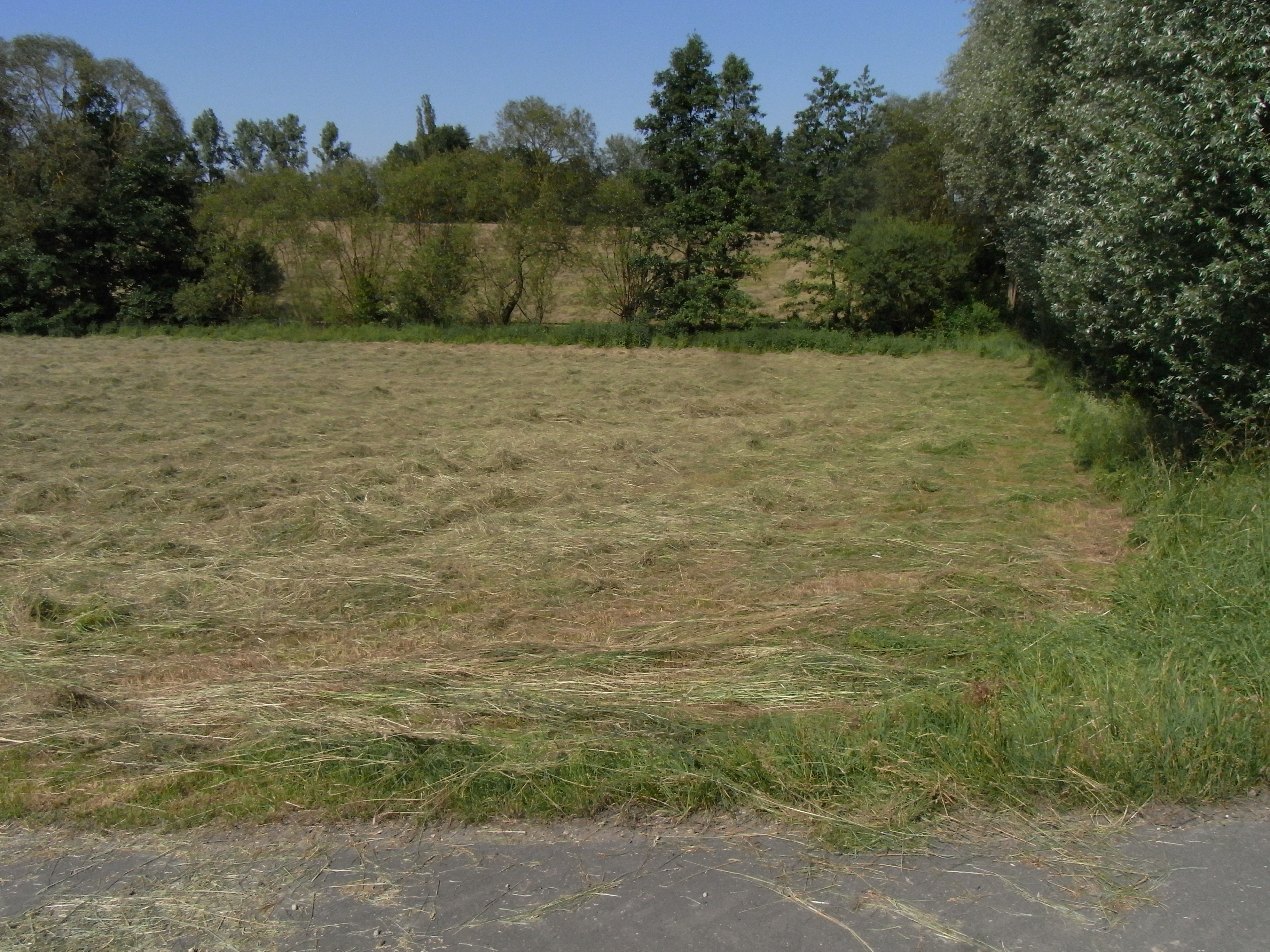
Vor der K 728, rechts
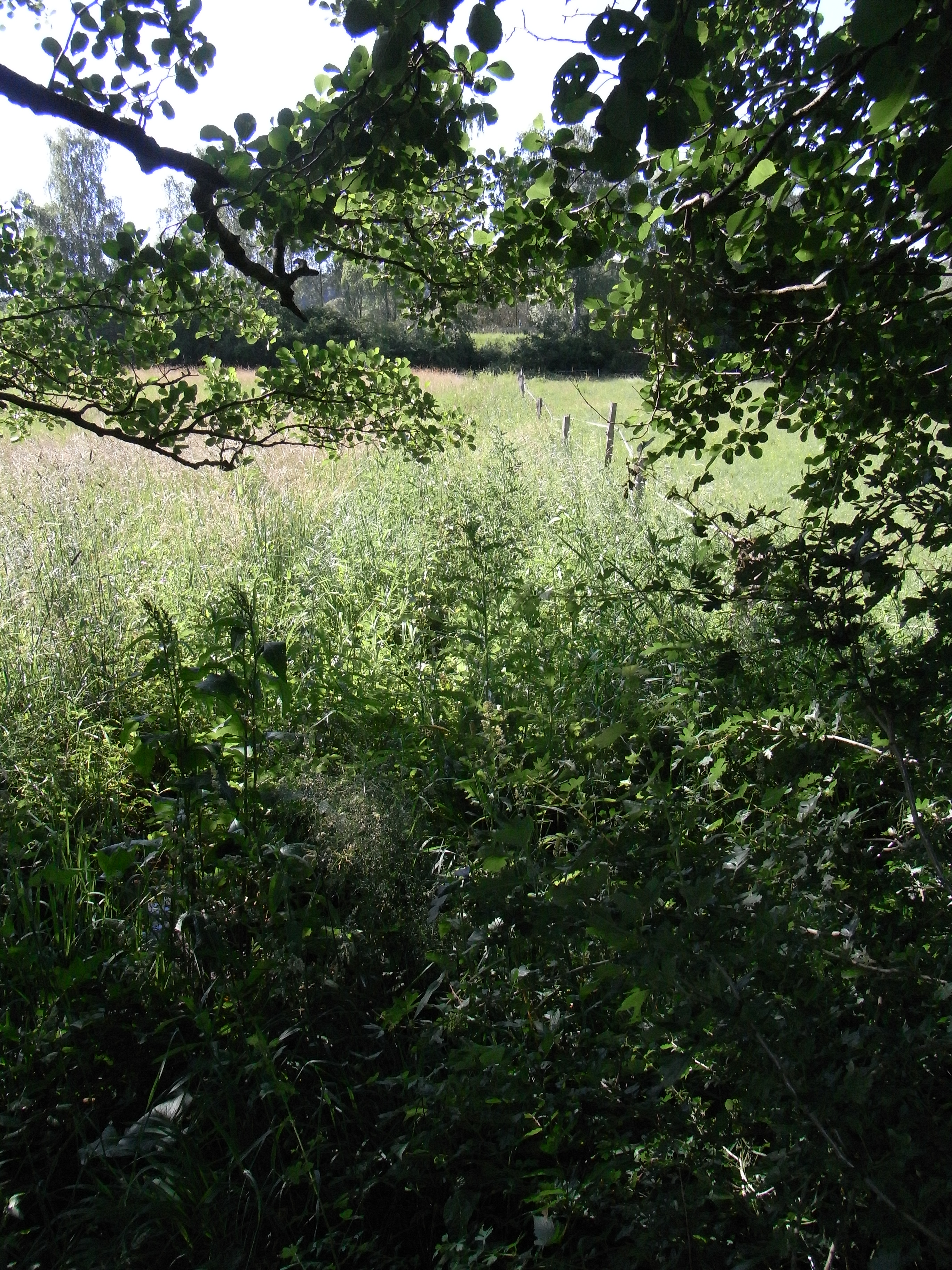
Erlengraben wartet

### Flusssystem Usa
- Fließgewässer im Flusssystem Usa